# Antonowyczi (obwód żytomierski)
Antonowyczi (ukr. Антоновичі, hist. pol. Antonowicze) – wieś na Ukrainie, w obwodzie żytomierskim, w rejonie korosteńskim, w hromadzie Słoweczne. W 2001 liczyła 523 mieszkańców.